# Toorongo River
Der Toorongo River ist ein Fluss in Gippsland im australischen Bundesstaat Victoria.
Er entspringt bei der Siedlung Cone Hill in einer Höhe von 705 m. Kurz nach seiner Quelle nimmt er den von Osten kommenden Mundic Creek auf. Der Fluss fließt nach Süden über die Toorongo Falls. Bei Neerim North mündet er auf 215 m in den Latrobe River.